# Cal Campaner (Esparreguera)
Cal Campaner és un edifici del municipi d'Esparreguera (Baix Llobregat) inclòs en l'Inventari del Patrimoni Arquitectònic de Catalunya.
És un edifici de planta baixa i dos pisos entre mitgeres. A cada planta hi ha quatre obertures d'arc rebaixat. A la planta baixa les dues obertures centrals són més altes que les laterals i donen pas a una botiga. En els altres dos pisos les obertures centrals són portes que donen a balcons, i les laterals són finestres. L'edifici està rematat per un terrat amb barana.